# Grande Prêmio de Mônaco de 2003
Resultados do Grande Prêmio de Mônaco de Fórmula 1 realizado em Montecarlo em 1º de junho de 2003. Sétima etapa da temporada, foi vencido pelo colombiano Juan Pablo Montoya, da Williams-BMW.

## Classificação

### Treinos oficiais
| Pos.   | Nº | Piloto                | Equipe           | Q1        | Q2        | Dif.    |
| ------ | -- | --------------------- | ---------------- | --------- | --------- | ------- |
| 1      | 4  | Ralf Schumacher       | Williams-BMW     | 1:17.063  | 1:15.259  |         |
| 2      | 6  | Kimi Räikkönen        | McLaren-Mercedes | 1:17.926  | 1:15.295  | + 0.036 |
| 3      | 3  | Juan Pablo Montoya    | Williams-BMW     | 1:17.108  | 1:15.415  | + 0.156 |
| 4      | 7  | Jarno Trulli          | Renault          | 1:16.905  | 1:15.500  | + 0.241 |
| 5      | 1  | Michael Schumacher    | Ferrari          | 1:16.305  | 1:15.644  | + 0.385 |
| 6      | 5  | David Coulthard       | McLaren-Mercedes | 1:17.059  | 1:15.700  | + 0.441 |
| 7      | 2  | Rubens Barrichello    | Ferrari          | 1:16.636  | 1:15.820  | + 0.561 |
| 8      | 8  | Fernando Alonso       | Renault          | 1:18.370  | 1:15.884  | + 0.625 |
| 9      | 14 | Mark Webber           | Jaguar-Cosworth  | 1:17.637  | 1:16.237  | + 0.978 |
| 10     | 21 | Cristiano da Matta    | Toyota           | 1:20.374  | 1:16.744  | + 1.485 |
| 11     | 16 | Jacques Villeneuve    | BAR-Honda        | 1:18.109  | 1:16.755  | + 1.496 |
| 12     | 11 | Giancarlo Fisichella  | Jordan-Ford      | 1:17.080  | 1:16.967  | + 1.708 |
| 13     | 15 | Antônio Pizzonia      | Jaguar-Cosworth  | 1:18.967  | 1:17.103  | + 1.844 |
| 14     | 9  | Nick Heidfeld         | Sauber-Petronas  | 1:17.912  | 1:17.176  | + 1.917 |
| 15     | 10 | Heinz-Harald Frentzen | Sauber-Petronas  | sem tempo | 1:17.402  | + 2.143 |
| 16     | 12 | Ralph Firman          | Jordan-Ford      | 1:18.286  | 1:17.452  | + 2.193 |
| 17     | 20 | Olivier Panis         | Toyota           | 1:19.903  | 1:17.464  | + 2.205 |
| 18     | 19 | Jos Verstappen        | Minardi-Cosworth | 1:19.421  | 1:18.706  | + 3.447 |
| 19     | 18 | Justin Wilson         | Minardi-Cosworth | 1:19.680  | 1:20.063  | + 4.804 |
| 20     | 17 | Jenson Button         | BAR-Honda        | 1:16.685  | sem tempo |         |
| Fonte: |    |                       |                  |           |           |         |

### Corrida
| Pos.   | Nº | Piloto                | Construtor       | Voltas | Tempo/Diferença        | Grid | Pontos |
| ------ | -- | --------------------- | ---------------- | ------ | ---------------------- | ---- | ------ |
| 1      | 3  | Juan Pablo Montoya    | Williams-BMW     | 78     | 1:42:19.010            | 3    | 10     |
| 2      | 6  | Kimi Räikkönen        | McLaren-Mercedes | 78     | + 0.602                | 2    | 8      |
| 3      | 1  | Michael Schumacher    | Ferrari          | 78     | + 1.720                | 5    | 6      |
| 4      | 4  | Ralf Schumacher       | Williams-BMW     | 78     | + 28.518               | 1    | 5      |
| 5      | 8  | Fernando Alonso       | Renault          | 78     | + 36.251               | 8    | 4      |
| 6      | 7  | Jarno Trulli          | Renault          | 78     | + 40.972               | 4    | 3      |
| 7      | 5  | David Coulthard       | McLaren-Mercedes | 78     | + 41.227               | 6    | 2      |
| 8      | 2  | Rubens Barrichello    | Ferrari          | 78     | + 53.266               | 7    | 1      |
| 9      | 21 | Cristiano da Matta    | Toyota           | 77     | + 1 volta              | 10   |        |
| 10     | 11 | Giancarlo Fisichella  | Jordan-Ford      | 77     | + 1 volta              | 12   |        |
| 11     | 9  | Nick Heidfeld         | Sauber-Petronas  | 76     | + 2 voltas             | 14   |        |
| 12     | 12 | Ralph Firman          | Jordan-Ford      | 76     | + 2 voltas             | 16   |        |
| 13     | 20 | Olivier Panis         | Toyota           | 74     | + 4 voltas             | 17   |        |
| Ret    | 16 | Jacques Villeneuve    | BAR-Honda        | 63     | Motor                  | 11   |        |
| Ret    | 18 | Justin Wilson         | Minardi-Cosworth | 29     | Sistema de combustível | 19   |        |
| Ret    | 19 | Jos Verstappen        | Minardi-Cosworth | 28     | Sistema de combustível | 18   |        |
| Ret    | 14 | Mark Webber           | Jaguar-Cosworth  | 16     | Pane hidráulica        | 9    |        |
| Ret    | 15 | Antônio Pizzonia      | Jaguar-Cosworth  | 10     | Pane elétrica          | 13   |        |
| Ret    | 10 | Heinz-Harald Frentzen | Sauber-Petronas  | 0      | Acidente               | 15   |        |
| DNS    | 17 | Jenson Button         | BAR-Honda        |        | Piloto ferido          | 20   |        |
| Fonte: |    |                       |                  |        |                        |      |        |

## Tabela do campeonato após a corrida
| Pos.   | Piloto             | Pontos |
| ------ | ------------------ | ------ |
| 1      | Kimi Räikkönen     | 48     |
| 2      | Michael Schumacher | 44     |
| 3      | Fernando Alonso    | 29     |
| 4      | Rubens Barrichello | 27     |
| 5      | David Coulthard    | 25     |
| Fonte: |                    |        |

| Pos.   | Construtor       | Pontos |
| ------ | ---------------- | ------ |
| 1      | McLaren-Mercedes | 73     |
| 2      | Ferrari          | 71     |
| 3      | Williams-BMW     | 50     |
| 4      | Renault          | 42     |
| 5      | Jordan-Ford      | 11     |
| Fonte: |                  |        |

- Nota: Somente as primeiras cinco posições estão listadas.